# فرودگاه لک برچت
فرودگاه لک برچت  (به انگلیسی: Lac Brochet Airport) یک فرودگاه همگانی باربری با کد یاتا XLB است که یک باند فرود صخره‌ای دارد و طول باند آن ۱۰۶۷ متر است. این فرودگاه در کشور کانادا قرار دارد و در ارتفاع ۳۶۹ متری از سطح دریا واقع شده است.

## شرکت‌های هواپیمایی و مقصدهای پروازی
| شرکت‌های هواپیمایی  | مقصدهای پروازی                                      |
| ------------------ | --------------------------------------------------- |
| Perimeter Aviation | تادول لیک، تامپسون، وینیپگ جیمز آرمسترانگ ریچاردسون |